# Vincenzo Fucci
Vincenzo Fucci (Salerno, 26 ottobre 1954) è un ex arbitro di calcio italiano.

## Carriera
Inizia ad arbitrare nel 1982 quando viene promosso nella C.A.I., ovvero la Commissione Arbitrale Interregionale.
Nel 1986 passa alla C.A.N., dirigendo inizialmente per tre stagioni nei campionati di terza serie.
Il 10 settembre 1989 fa il suo esordio nel campionato cadetto dirigendo Ancona-Barletta (3-1).
L'esordio nella massima serie l'esordio di Vincenzo Fucci avviene a Bergamo il 7 aprile 1991, arbitrando Atalanta-Bologna (4-0).
Sono cinque le stagioni nelle quali dirige nelle due serie maggiori del calcio italiano, sommando 13 presenze in Serie A, 56 in Serie B e 7 nella Coppa Italia.
L'ultima sua direzione nella massima serie è avvenuta ad Udine il 28 novembre 1993 e si è trattato della partita Udinese-Atalanta (0-0).